# Gordius kimmeriensis
Gordius kimmeriensis är en djurart som tillhör fylumet tagelmaskar, och som beskrevs av Spiridonov 1998. Gordius kimmeriensis ingår i släktet Gordius, och familjen Gordiidae. Inga underarter finns listade i Catalogue of Life.